# 23 listopada
23 listopada jest 327. (w latach przestępnych 328.) dniem w kalendarzu gregoriańskim. Do końca roku pozostaje 38 dni.

## Święta
- Imieniny obchodzą: Amfiloch, Felicyta, Fotyna, Grzegorz, Klemens, Lukrecja, Michał, Orestes, Przedwoj i Syzyniusz.
- Gruzja – Giorgoba (Dzień św. Jerzego, patrona Gruzji)
- Japonia – Dzień Dziękczynienia za Pracę (zob. kalendarz japoński)
- Polska – Święto Wojskowej Służby Prawnej[1]
- Wspomnienia i święta w Kościele katolickim[2][3] obchodzą:
  - św. Grzegorz biskup Agrygentu[4] († 603)
  - św. Klemens I (papież i męczennik)
  - św. Kolumban (opat) (Kolumban Młodszy) (wspomnienie dowolne; zob. 21 listopada)
  - bł. Michał Augustyn Pro (męczennik) (wspomnienie dowolne jezuitów)
  - św. Trudo(n)[5] (†698, opat)
  - Cecylia Yu So-sa (również wspomnienie w grupie męczenników koreańskich 20 września)

## Wydarzenia w Polsce

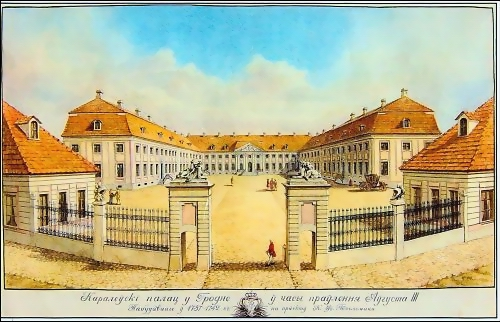
Nowy Zamek w Grodnie – miejsce obrad ostatniego sejmu I Rzeczypospolitej

- 1287 – Książęta Bogusław IV, Mściwoj II i Przemysł II zawarli w Słupsku przymierze skierowane przeciwko Brandenburgii.
- 1379 – Książę Janusz I Starszy wydał przywilej, który zobowiązał mieszkańców do otoczenia Warszawy murem, w taki sposób, aby miasto było zamknięte w ich pierścieniu.
- 1520 – Wojna polsko-krzyżacka: wojska krzyżackie zdobyły po kilkudniowym oblężeniu Ornetę.
- 1619 – Wojna trzydziestoletnia: lisowczycy pokonali wojska księcia Siedmiogrodu Jerzego I Rakoczego w bitwie pod Humiennem.
- 1672 – Została zawiązana Konfederacja szczebrzeszyńska.
- 1655 – IV wojna polsko-rosyjska: po przegranej bitwie pod Jezierną Bohdan Chmielnicki został zmuszony do podpisania traktatu zobowiązującego go do udzielenia pomocy Rzeczypospolitej i do zerwania ugody z Rosją.
- 1724 – Król August II Mocny nadał prawa miejskie Świętej Woli (obecnie na Białorusi).
- 1745 – II wojna śląska: oddziały pruskie zaskoczyły i rozbiły wojska saskie stacjonujące w Henrykowie Lubańskim (niem. Katholisch Hennersdorf).
- 1793 – Zakończyły się obrady Sejmu grodzieńskiego, ostatniego sejmu I Rzeczypospolitej.
- 1800 – Odbyło się pierwsze zebranie Towarzystwa Warszawskiego Przyjaciół Nauk.
- 1809 – Przeprowadzono reorganizację armii Księstwa Warszawskiego.
- 1875 – W Teatrze Wielkim w Warszawie odbyła się polska premiera Aidy Giuseppe Verdiego.
- 1906 – W Wilnie ukazało się pierwsze wydanie tygodnika w języku białoruskim „Nasza Niwa”.
- 1918 – Jan Radtke został wybrany na pierwszego polskiego wójta Gdyni.
- 1927 – W koszarach w Mińsku Mazowieckim padła Kasztanka, ulubiona klacz marszałka Józefa Piłsudskiego.
- 1930:
  - Odbyły się wybory do Senatu RP.
  - W Katowicach otwarto wystawę ok. 300 dzieł Adama, Jana i Tadeusza Styków.
- 1939 – Pijani Selbstschutzmani dokonali masakry 43 Polaków i Żydów w dzikim obozie koncentracyjnym w Łobżenicy w Wielkopolsce.
- 1941 – W odwecie za wysłanie anonimu z groźbami do władz niemieckich, przed kościołem na poznańskich Krzesinach ciężko pobito spędzonych tam Polaków z Krzesin, Krzesinek i Szczepankowa.
- 1943:
  - Władysław Gomułka został I sekretarzem PPR.
  - W Miechowie w Małopolsce Niemcy rozstrzelali ok. 35 Żydów.
  - W Woli Filipowskiej pod Krakowem Niemcy rozstrzelali 42 zakładników z więzienia Montelupich.
- 1944 – PKWN wydał dekret o organizacji samorządu terytorialnego.
- 1953 – Dokonano oblotu szybowca SZD-10 Czapla.
- 1964 – Zainaugurował działalność Teatr Dramatyczny im. Jerzego Szaniawskiego w Wałbrzychu.
- 1966 – Na Wawelu odbyła się konferencja naukowa poświęcona Tysiącleciu Państwa Polskiego.
- 1971 – Rada Ministrów uchwałą nr 256/1 uchyliła uchwały Tymczasowego Rządu Jedności Narodowej z dnia 26 września 1946 roku pozbawiające obywatelstwa polskiego 76 oficerów Polskich Sił Zbrojnych na Zachodzie.
- 1981:
  - Premiera filmu Dreszcze w reżyserii Wojciecha Marczewskiego.
  - W katedrze płockiej umieszczono kopię średniowiecznych Drzwi Płockich.
- 1986 – Premiera 1. odcinka kostiumowego serialu telewizyjnego Przyłbice i kaptury w reżyserii Marka Piestraka.
- 1989 – Sejm kontraktowy zlikwidował Urząd do Spraw Wyznań i ORMO.
- 1997 – Premiera 1. odcinka serialu telewizyjnego Boża podszewka w reżyserii Izabelli Cywińskiej.
- 2007 – Premier RP Donald Tusk wygłosił w Sejmie najdłuższe w historii III RP exposé.
- 2019 – Oddano do użytku halę widowisko-sportową Suwałki Arena.

## Wydarzenia na świecie
- 176 – Cesarz Marek Aureliusz odbył w Rzymie triumf po pokonaniu Germanów i Sarmatów.
- 955 – Edwin został królem Anglii.
- 1248 – Rekonkwista: król Kastylii Ferdynand III Święty wyzwolił Sewillę spod panowania islamskiego.
- 1343 – W Qrendi na Malcie utworzył się lej krasowy Maqluba o powierzchni ok. 6000 m².
- 1407 – Książę Ludwik Orleański został zamordowany w Paryżu na polecenie swego rywala, księcia Burgundii Jana bez Trwogi.
- 1450 – Wojska osmańskie sułtana Murada II zakończyły nieudane oblężenie twierdzy Kruja, bronionej przez albańskich powstańców pod wodzą Skanderbega (14 maja-23 listopada).
- 1471 – Mikołaj Tron został dożą Wenecji.
- 1499 – Został powieszony Perkin Warbeck, pretendent do tronu Anglii w czasie rządów Henryka VII Tudora, podający się za księcia Ryszarda, syna Edwarda IV Yorka, a w rzeczywistości Flamandczyk z Tournai.
- 1541 – Zostało unieważnione małżeństwo króla Anglii Henryka VIII Tudora z piątą żoną Katarzyną Howard.
- 1589 – Król Szkocji Jakub I Stuart poślubił w Oslo księżniczkę Annę Duńską.
- 1620 – Wojna trzydziestoletnia: po klęsce stanów czeskich w bitwie na Białej Górze cesarz Ferdynand II Habsburg ogłosił, że gwarantujący wolność wyznania w Czechach i na Śląsku tzw. List majestatyczny przestał obowiązywać.
- 1644:
  - Angielski pisarz i poeta John Milton opublikował traktat przeciwko cenzurze dzieł drukowanych Areopagitica.
  - Wojna trzydziestoletnia: wojska szwedzkie pod wodzą marszałka Lennarta Torstenssona pokonały armię cesarską w bitwie pod Jüterbogiem.
- 1700 – Kardynał Giovanni Francesco Albani został wybrany na papieża i przyjął imię Klemens XI.
- 1784 – Poświęcono sobór Objawienia Pańskiego w Tomsku.
- 1789 – W USA ustanowiono Święto Dziękczynienia.
- 1791 – Zostały odkryte niezamieszkane Wyspy Snares leżące na południe od Nowej Zelandii.
- 1795 – I koalicja antyfrancuska: rozpoczęła się bitwa pod Loano między wojskami francuskimi a austriacko-włoskimi.
- 1808 – Wojna na Półwyspie Iberyjskim: wojska francusko-polskie pokonały Hiszpanów w bitwie pod Tudelą.
- 1815 – Założono Kurlandzkie Towarzystwo dla Badania Literatury i Sztuki z siedzibą w Mitawie (Jełgawie).
- 1837 – Rebelia patriotyczna w Dolnej Kanadzie: zwycięstwo rebeliantów nad wojskami brytyjskimi w bitwie pod St. Denis.
- 1843 – Francuski astronom Hervé Faye odkrył kometę okresową 4P/Faye.
- 1847 – Szwajcarska wojna domowa: zwycięstwo wojsk związkowych nad katolickimi w bitwie pod Gisikon.
- 1863 – Wojna secesyjna: rozpoczęła się III bitwa pod Chattanoogą.
- 1867:
  - Niemiecki astronom Robert Luther odkrył planetoidę (95) Arethusa.
  - W Manchesterze powieszono publicznie trzech irlandzkich nacjonalistów skazanych za zabójstwo policjanta w czasie ucieczki z więzienia (tzw. męczenników z Manchesteru).
- 1877 – Gaëtan de Rochebouët został premierem Francji.
- 1880 – Do Białego Domu przywieziono biurko stojące do dzisiaj w Gabinecie Owalnym, będące darem królowej brytyjskiej Wiktorii dla prezydenta USA Rutherforda Hayesa.
- 1889 – W Palais Royale Saloon w San Francisco zainstalowano pierwszą szafę grającą.
- 1890:
  - Luksemburg odzyskał niepodległość (od Holandii).
  - Wilhelmina została królową Holandii.
- 1891 – Pierwszy prezydent Brazylii Deodoro da Fonseca został zmuszony do ustąpienia ze stanowiska. Jego miejsce zajął dotychczasowy wiceprezydent Floriano Peixoto.
- 1892 – Francuski astronom Auguste Charlois odkrył planetoidę (345) Tercidina.
- 1897 – Auguste Charlois odkrył planetoidę (429) Lotis.
- 1899:
  - II wojna burska: zwycięstwo wojsk brytyjskich w bitwie pod Belmont(inne języki).
  - W Pradze odbyła się premiera opery komicznej Diabeł i Kasia Antonína Dvořáka.
- 1903 – Włoski tenor Enrico Caruso wystąpił po raz pierwszy w Metropolitan Opera w Nowym Jorku.
- 1904 – Zakończyły się III Letnie Igrzyska Olimpijskie w amerykańskim Saint Louis.
- 1905 – W miejscowości Aniche w północno-wschodniej Francji otwarto jedno z najstarszych działających kin „L’Idéal Cinéma”.
- 1910 – Wykonano ostatni wyrok śmierci w Szwecji.
- 1911 – W tygodniku „L’Oeuvre(inne języki)” opublikowano listy miłosne Marii Skłodowskiej-Curie i Paula Langevina.
- 1916:
  - Aleksandr Triepow został premierem Rosji.
  - I wojna światowa: Grecja wypowiedziała wojnę Niemcom i Bułgarii.
- 1917 – Bolszewicy utworzyli Rewolucyjny Sztab Polowy do Walki z Kontrrewolucją.
- 1923 – Rozpoczęła nadawanie pierwsza australijska stacja radiowa 702 ABC Sydney.
- 1929 – Premiera musicalu filmowego Hollywood Revue w reżyserii Charlesa F. Reisnera(inne języki).
- 1935 – Georgi Kjoseiwanow został premierem Bułgarii.
- 1937 – W górach Piryn w Bułgarii rozbił się należący do PLL LOT samolot Douglas DC-2, w wyniku czego zginęło wszystkich 6 osób na pokładzie.
- 1939 – Brytyjski krążownik pomocniczy HMS „Rawalpindi” został zatopiony na północnym Atlantyku przez niemieckie pancerniki „Scharnhorst” i „Gneisenau”, w wyniku czego zginęło 279 członków załogi.
- 1940:
  - Rumunia przystąpiła do Paktu trzech.
  - W wyniku niemieckiego nalotu bombowego na Southampton zginęło 77 osób, a ponad 300 zostało rannych.
- 1941 – Atak Niemiec na ZSRR: wojska niemieckie zdobyły miasto Klin pod Moskwą.
- 1942:
  - Bitwa o Atlantyk: niemiecki okręt podwodny U-172 storpedował i zatopił w odległości 750 mil morskich na wschód od ujścia Amazonki brytyjski statek handlowy SS „Belmond”. Spośród 54-osobowej załogi uratował się prawdopodobnie tylko chiński steward Poon Lim, który po 133 dniach dotarł na tratwie do Brazylii.
  - Front wschodni: w ramach operacji „Uran” wojska radzieckie zamknęły w kotle pod Stalingradem niemiecką 6. Armię pod dowództwem gen. Friedricha Paulusa, część 4. Armii Pancernej oraz jednostki rumuńskie (łącznie około 260-270 tysięcy żołnierzy, w tym 9 590 Rumunów i 20 300 tzw. Hilfswillige).
  - Niemcy rozstrzelali ok. 1,5 tys. Żydów z getta w Bracławiu na Ukrainie.
- 1943:
  - Wojna na Pacyfiku: zwycięstwo wojsk amerykańskich w bitwie o Wyspy Gilberta.
  - Wszedł do służby japoński lotniskowiec eskortowy „Kaiyō”.
- 1944 – Front zachodni: francuska 2. Dywizja Pancerna pod dowództwem gen. Philippe’a Leclerca wyzwoliła Strasburg.
- 1948 – I wojna izraelsko-arabska: rozpoczęła się izraelska operacja wojskowa przeciwko armii egipskiej w północno-wschodniej części pustyni Negew.
- 1953 – Chan Nak został premierem Kambodży.
- 1955 – Australia objęła zwierzchnictwo nad Wyspami Kokosowymi.
- 1958 – Utworzono Unię Ghany i Gwinei.
- 1959 – Została przyjęta flaga Nigru.
- 1961 – 54 osoby zginęły w brazylijskim Campinas w katastrofie samolotu de Havilland Comet
- 1963 – Wyemitowano premierowy odcinek brytyjskiego serialu science-fiction Doctor Who.
- 1964 – Mający odlecieć do Aten Boeing 707 amerykańskich linii TWA rozbił się podczas próby startu z lotniska Fiumicino pod Rzymem, w wyniku czego zginęło 50 osób, a 23 zostały ranne.
- 1967 – Wojna wietnamska: zwycięstwem wojsk amerykańsko-połudiowowietnamskich zakończyła się bitwa pod Dak To (3–23 listopada).
- 1971 – Chiny zostały stałym członkiem Rady Bezpieczeństwa ONZ, zastępując Tajwan.
- 1972:
  - Nieudana próba wystrzelenia radzieckiej rakiety N1 z planowanym sztucznym satelitą Księżyca.
  - W Paryżu została sporządzona Konwencja o ochronie światowego dziedzictwa kulturowego i naturalnego.
- 1973 – Amerykanka Marjorie Wallace zdobyła w Londynie tytuł Miss World.
- 1974:
  - Aldo Moro został po raz drugi premierem Włoch.
  - We Władywostoku rozpoczęło się dwudniowe spotkanie sekretarza generalnego KPZR Leonida Breżniewa z prezydentem USA Geraldem Fordem.
  - W więzieniu Kerchele w Addis Abebie, z polecenia Dergu, stracono 54 członków rządu byłego cesarza Etopii Hajle Syllasje I.
- 1975 – W Dolinie Poległych pod Madrytem został pochowany gen. Francisco Franco.
- 1976:
  - 50 osób zginęło w katastrofie greckiego samolotu pasażerskiego NAMC YS-11 w mieście Kozani.
  - Francuski nurek Jacques Mayol jako pierwszy zszedł na głębokość poniżej 100 metrów bez aparatu oddechowego.
- 1977:
  - 65 osób zginęło w trzęsieniu ziemi w argentyńskiej prowincji San Juan.
  - Na orbicie okołoziemskiej został umieszczony satelita meteorologiczny Meteosat 1.
- 1980 – 2914 osób zginęło w trzęsieniu ziemi z epicentrum pod Neapolem.
- 1983 – Premiera filmu Czułe słówka w reżyserii Jamesa L. Brooksa.
- 1985 – Członkowie organizacji Abu Nidala uprowadzili samolot pasażerski linii lotniczych EgyptAir. Dzień później na lotnisku na Malcie, w wyniku nieudolnej akcji odbicia samolotu przez egipskie jednostki specjalne, zginęło 60 osób.
- 1989 – Premier Tadeusz Mazowiecki rozpoczął 5-dniową wizytę w ZSRR.
- 1994 – Co najmniej 111 osób zostało stratowanych w wyniku wybuchu paniki po ataku policji na demonstrantów w mieście Nagpur w środkowych Indiach.
- 1995 – Benjamin Mkapa został prezydentem Tanzanii.
- 1996 – Uprowadzony przez trzech kenijskich terrorystów Boeing 767 należący do Ethiopian Airlines wodował przymusowo z powodu braku paliwa u wybrzeży Komorów. Zginęło 125 osób, uratowano 50.
- 2000 – Zostały odkryte księżyce Jowisza: Erinome, Harpalyke, Isonoe, Jokasta, Kalyke i Praxidike.
- 2003:
  - Całkowite zaćmienie Słońca widoczne w Australii, Nowej Zelandii, Antarktyce i Ameryce Południowej.
  - W wyniku masowych wystąpień zwanych rewolucją róż ustąpił prezydent Gruzji Eduard Szewardnadze.
- 2004 – Pomarańczowa rewolucja: wbrew oficjalnym wynikom Wiktor Juszczenko ogłosił się zwycięzcą wyborów prezydenckich i złożył przysięgę przed parlamentem. Rozpoczęły się masowe strajki na uniwersytetach i w zakładach pracy w wielu miastach na Ukrainie.
- 2005 – Uruchomiono metro w Valparaíso (Chile).
- 2006:
  - 215 osób zginęło, a 257 zostało rannych w serii zamachów bombowych w dzielnicy Sadra w Bagdadzie.
  - W londyńskim szpitalu zmarł po zatruciu polonem 210 były podpułkownik KGB i FSB Aleksandr Litwinienko.
- 2007 – Statek wycieczkowy „Explorer” zatonął po zderzeniu z niewystającym nad powierzchnię fragmentem góry lodowej w Cieśninie Bransfielda, w pobliżu Wyspy Króla Jerzego i Szetlandów Południowych na Oceanie Antarktycznym. Wszystkie osoby na pokładzie uratowano.
- 2008 – W pobliżu granicy gruzińsko-południowoosetyjskiej nieznani sprawcy ostrzelali konwój, w którym jechali prezydenci Micheil Saakaszwili i Lech Kaczyński.
- 2009:
  - Ciężko chory prezydent Nigerii Umaru Yar’Adua został przewieziony na leczenie do Arabii Saudyjskiej.
  - W prowincji Maguindanao na filipińskiej wyspie Mindanao uzbrojeni napastnicy uprowadzili ponad 60 osób, a następnie zamordowali 58 z nich (głównie członków rodziny kandydata na gubernatora prowincji oraz dziennikarzy).
- 2010 – Korea Północna dokonała ataku artyleryjskiego na główną, należącą do Korei Południowej wyspę archipelagu Yŏnpyŏng.
- 2011 – Rewolucja w Jemenie: prezydent Ali Abd Allah Salih podpisał w Rijadzie porozumienie pokojowe wynegocjowane przez Radę Współpracy Zatoki Perskiej (GCC) na mocy którego zrzekł się władzy na rzecz wiceprezydenta Abd Rabu Mansura Hadiego.
- 2013 – Kohir Rasulzoda został premierem Tadżykistanu.
- 2014 – 61 osób zginęło, a dziesiątki zostały rannych w samobójczym zamachu bombowym w czasie meczu siatkówki w prowincji Paktika w Afganistanie.
- 2016 – Jüri Ratas został premierem Estonii.
- 2020 – Z chińskiego Centrum Startowego Satelitów Wenchang wystrzelono rakietę z sondą księżycową Chang’e 5.
- 2021 – W wyniku pożaru północnomacedońskiego autokaru na autostradzie koło wsi Bosnek(inne języki) w zachodniej Bułgarii zginęło 46 osób (w tym 12 dzieci), a 7 zostało rannych.
- 2023 – Daniel Noboa został prezydentem Ekwadoru.

## Urodzili się
- 912 – Otton I Wielki, cesarz rzymsko-niemiecki (zm. 973)
- 1116 – William Fitz Robert, angielski możnowładca (zm. 1183)
- przed 1200 – Klemens IV, papież (zm. 1268)
- 1221 – Alfons X Mądry, król Kastylii i Leónu (zm. 1284)
- 1402 – Jean de Dunois, francuski arystokrata, wojskowy (zm. 1468)
- 1453 – Klarysa Orsini, włoska arystokratka (zm. 1488)
- 1505 – Ercole Gonzaga, włoski duchowny katolicki, biskup Mantui, kardynał (zm. 1563)
- 1508 – Franciszek, książę Lüneburga (Celle) (zm. 1549)
- 1535 – Jan VI Starszy, książę Nassau (zm. 1606)
- 1553 – Prospero Alpini(inne języki), włoski lekarz, botanik (zm. 1617)
- 1607 – Andrzej Trzebicki, polski duchowny katolicki, biskup przemyski, biskup krakowski, podkanclerzy koronny, interrex (zm. 1679)
- 1608 – Francisco Manuel de Mello(inne języki), portugalski pisarz (zm. 1666)
- 1616 – John Wallis, angielski duchowny anglikański, matematyk, kryptograf, wykładowca akademicki (zm. 1703)
- 1632 – Jean Mabillon, francuski benedyktyn, teolog, historyk (zm. 1707)
- 1643 – Eberhard von Danckelman, brandenburski polityk (zm. 1722)
- 1650 – Józef Oriol, kataloński duchowny katolicki, święty (zm. 1702)
- 1654 – Jan van Kessel (młodszy), flamandzki malarz portrecista (zm. 1708)
- 1667 – Isaac de Moucheron(inne języki), holenderski malarz, architekt, grawer (zm. 1744)
- 1707 – (lub 6 października) Anna Orzelska, polska hrabina (zm. 1769)
- 1715 – Pierre Lemonnier, francuski astronom (zm. 1799)
- 1718 – Antoine Darquier de Pellepoix, francuski astronom (zm. 1802)
- 1719 – Johann Gottlob Imanuel Breitkopf, niemiecki drukarz, typograf (zm. 1794)
- 1727 – Michael Ignatius Klahr, niemiecki rzeźbiarz (zm. 1807)
- 1742 – Franciszek Onufry Bieliński, polski generał major, polityk, dyplomata (zm. 1809)
- 1747 – Žiga Zois, słoweński baron, działacz oświeceniowy, mecenas sztuki, poeta, przedsiębiorca (zm. 1819)
- 1748 – Jan Klemens Gołaszewski, polski duchowny katolicki, biskup wigierski i sejneński (zm. 1820)
- 1749 – Edward Rutledge, amerykański wojskowy, polityk (zm. 1800)
- 1753 – Mathieu Dumas, francuski generał (zm. 1837)
- 1754 – Stanisław Poniatowski, polski generał, polityk, podskarbi wielki litewski (zm. 1833)
- 1760 – François Noël Babeuf, francuski polityk, rewolucjonista (zm. 1797)
- 1761 – Ignacy Delgado, hiszpański dominikanin, misjonarz, biskup, męczennik, święty (zm. 1838)
- 1764 – Gustav von Hugo, niemiecki prawnik, wykładowca akademicki (zm. 1844)
- 1765 – (data chrztu) Thomas Attwood, brytyjski kompozytor, organista (zm. 1838)
- 1771 – Karol Fryderyk Woyda, polski polityk, prezydent Warszawy (zm. 1845)
- 1772 – August, książę Saksonii-Gothy-Altenburga, pisarz (zm. 1822)
- 1774 – Johann Heinrich Schmülling, niemiecki duchowny i teolog katolicki, pedagog (zm. 1851)
- 1785 – Jan Roothaan, holenderski jezuita, generał zakonu (zm. 1853)
- 1792 – Václav Kliment Klicpera, czeski prozaik, dramaturg (zm. 1859)
- 1794 – Juan Cruz Varela(inne języki), argentyński poeta, dramaturg, dziennikarz, polityk (zm. 1839)
- 1798:
  - Klementyna Hoffmanowa, polska autorka literatury dziecięcej i młodzieżowej, tłumaczka, wydawczyni, pedagog (zm. 1845)
  - Franz Horny(inne języki), niemiecki malarz (zm. 1824)
- 1799:
  - Andrzej Janikowski, polski lekarz sądowy, profesor chirurgii teoretycznej (zm. 1864)
  - Edward Tomasz Massalski, polski pisarz, publicysta (zm. 1879)
- 1800 – Michaił Pogodin, rosyjski historyk, pisarz, dziennikarz (zm. 1875)
- 1801 – Philip Gore, brytyjski arystokrata, dyplomata (zm. 1884)
- 1804 – Franklin Pierce, amerykański polityk, prezydent USA (zm. 1869)
- 1805 – Friedrich Eisenlohr, niemiecki architekt (zm. 1854)
- 1806 – Fryderyk Skobel, polski chirurg, wykładowca akademicki (zm. 1876)
- 1808 – Charles Cardale Babington, brytyjski botanik (zm. 1895)
- 1812 – Ambroży z Optiny, rosyjski mnich prawosławny, święty (zm. 1891)
- 1815 – William Dennison, amerykański polityk (zm. 1882)
- 1819 – Josiah Whitney, amerykański geolog (zm. 1896)
- 1821 – Heinrich Hansen(inne języki), duński malarz (zm. 1890)
- 1822 – Edmund Taczanowski, polski generał, uczestnik powstania styczniowego (zm. 1879)
- 1824 – Bolesław Rusiecki, polski malarz, rysownik, kolekcjoner (zm. 1913)
- 1829 – Heinrich von Achenbach, pruski polityk (zm. 1899)
- 1830 – Klemens Żywicki, polski prawnik, adwokat, polityk (zm. 1894)
- 1832 – Ferdynand Majerski, polski rzeźbiarz (zm. 1921)
- 1833 – Stosław Łaguna, polski historyk prawa, mediewista (zm. 1900)
- 1834 – James Thomson, anglo-szkocki poeta (zm. 1882)
- 1837 – Johannes Diderik van der Waals, holenderski fizyk, laureat Nagrody Nobla (zm. 1923)
- 1838 – Jerzy Albert, książę Schwarzburg-Rudolstadt (zm. 1890)
- 1839 – Roman Czartoryski, polski książę, więzień stanu, działacz społeczny i polityczny (zm. 1887)
- 1840 – Luigi Luciani, włoski fizjolog (zm. 1919)
- 1841 – Georges Hayem, francuski internista (zm. 1933)
- 1842 – Eugeniusz Klemens Dziewulski, polski geofizyk, przyrodnik (zm. 1889)
- 1845 – Mitrofan (Simaszkiewicz), rosyjski biskup prawosławny (zm. 1933)
- 1849:
  - Hong Tianguifu, cesarz Niebiańskiego Królestwa Wielkiego Pokoju (zm. 1864)
  - Klemens Junosza, polski powieściopisarz, nowelista, felietonista (zm. 1898)
  - Francis Saltus Saltus, amerykański kompozytor, poeta (zm. 1889)
- 1851 – Jonas Basanavičius, litewski lekarz, pisarz, krytyk literacki, działacz społeczny (zm. 1927)
- 1853 – Leo Anton Karl de Ball, niemiecki astronom (zm. 1916)
- 1854 – Heinrich Braun, niemiecki publicysta, redaktor czasopism, polityk pochodzenia żydowskiego (zm. 1927)
- 1855:
  - William F. Englebright, amerykański polityk (zm. 1915)
  - Frank F. Fletcher, amerykański admirał (zm. 1928)
- 1856 – Edward John O’Dea, amerykański duchowny katolicki, biskup Nesqually (od roku 1907 Seattle) (zm. 1932)
- 1859 – Billy Kid, amerykański rewolwerowiec (zm. 1881)
- 1860:
  - Klemens Bąkowski, polski prawnik, działacz społeczny (zm. 1938)
  - Hjalmar Branting, szwedzki polityk, laureat Pokojowej Nagrody Nobla (zm. 1925)
  - Józef Schindler, polski generał brygady (zm. po 1939)
- 1862 – Salvador Viniegra, hiszpański malarz historyczny (zm. 1915)
- 1863 – Andrzej Jacek Longhin, włoski kapucyn, biskup, błogosławiony (zm. 1936)
- 1866 – Józef Pomiankowski, polski generał dywizji, austro-węgierski feldmarszałek (zm. 1929)
- 1869 – Valdemar Poulsen, duński fizyk, elektrotechnik (zm. 1942)
- 1870 – Štefan Banič, słowacki wynalazca (zm. 1941)
- 1871:
  - Antin Kraws, ukraiński generał (zm. 1945)
  - Uładzimir Terauski, białoruski dyrygent, kompozytor, folklorysta, pedagog (zm. 1938)
- 1872 – Józef Calasanz Marqués, hiszpański salezjanin, męczennik, błogosławiony (zm. 1936)
- 1874 – Wilhelm Kliszcz, polski sędzia, notariusz (zm. 1940)
- 1876 – Manuel de Falla, hiszpański kompozytor (zm. 1946)
- 1878:
  - André Caplet, francuski kompozytor, dyrygent (zm. 1925)
  - Lionel Strongfort, niemiecki kulturysta, zapaśnik, gimnastyk (zm. 1967)
  - Holcombe Ward, amerykański tenisista (zm. 1967)
  - Oskar Zawisza, polski duchowny katolicki, kompozytor (zm. 1933)
- 1881 – Abraham Myerson, amerykański psychiatra (zm. 1948)
- 1882:
  - John Rabe, niemiecki przedsiębiorca, działacz nazistowski (zm. 1950)
  - Arnold Szyfman, polski dramaturg, reżyser teatralny pochodzenia żydowskiego (zm. 1967)
- 1883 – Gerard de Vries Lentsch, holenderski żeglarz sportowy (zm. 1973)
- 1884 – Piotr Jefimienko, rosyjski archeolog, wykładowca akademicki (zm. 1969)
- 1887:
  - Boris Karloff, brytyjski aktor (zm. 1969)
  - Andreas Knudsen, norweski żeglarz sportowy (zm. 1982)
  - Henry Moseley, brytyjski fizyk, wykładowca akademicki (zm. 1915)
- 1888 – Harpo Marx, amerykański aktor, komik (zm. 1964)
- 1889 – Reinhold Saltzwedel, niemiecki oficer Kriegsmarine, dowódca okrętów podwodnych (zm. 1917)
- 1890:
  - Mosze Broderson, polski poeta, malarz, rysownik pochodzenia żydowskiego (zm. 1956)
  - (lub 22 listopada) El Lissitzky, rosyjski malarz, architekt pochodzenia żydowskiego (zm. 1941)
- 1892:
  - Erté, rosyjski malarz, grafik, projektant mody (zm. 1990)
  - Ture Person, szwedzki lekkoatleta, sprinter (zm. 1956)
  - Mieczysław Zygmunt Wiśniewski, polski piłkarz, bramkarz, trener (zm. 1952)
- 1893 – Jan Dziduch, polski rolnik, działacz chłopski, polityk, poseł na Sejm RP (zm. 1945)
- 1894 – Mary Langford, brytyjska pływaczka (zm. 1973)
- 1895 – Tadeusz Klimecki, polski generał brygady (zm. 1943)
- 1896:
  - Ruth Etting, amerykańska aktorka, piosenkarka (zm. 1978)
  - Klement Gottwald, czechosłowacki polityk komunistyczny, prezydent Czechosłowacji (zm. 1953)
  - Venere Pizzinato-Papo, włoska superstulatka (zm. 2011)
- 1897:
  - Karl Gebhardt, niemiecki lekarz, zbrodniarz nazistowski (zm. 1948)
  - Władysław Liniarski, polski pułkownik, komendant okręgu białostockiego ZWZ-AK (zm. 1984)
  - Zdzisław Żmigryder-Konopka, polski historyk, polityk, senator RP (zm. 1939)
- 1898 – Rodion Malinowski, radziecki dowódca wojskowy, marszałek ZSRR, polityk, minister obrony (zm. 1967)
- 1899:
  - Marcel Dalio, francuski aktor pochodzenia żydowskiego (zm. 1983)
  - Władysław Pobóg-Malinowski, polski porucznik artylerii, historyk, publicysta (zm. 1962)
- 1900:
  - Mestre Bimba, brazylijski mistrz capoeiry (zm. 1974)
  - Andrzej Gmerek, polski porucznik (zm. 2004)
  - Nikołaj Jemieljanow, jakucki i radziecki polityk (zm. 1965)
- 1901 – Teofil Katra, polski geograf, krajoznawca, pedagog (zm. 1983)
- 1902 – Jerzy Bukowski, polski mechanik, konstruktor, wykładowca akademicki (zm. 1982)
- 1903:
  - Cornelia Bouman, holenderska tenisistka (zm. 1998)
  - Charles Laverne, francuski żeglarz sportowy (zm. 1987)
- 1904 – Teresa Roszkowska, polska malarka, scenografka (zm. 1992)
- 1905 – Gieorgij Charaborkin, radziecki kapitan (zm. 1941)
- 1906:
  - Betti Alver, estońska poetka, pisarka, tłumaczka (zm. 1989)
  - Sait Faik Abasıyanık, turecki pisarz, dziennikarz (zm. 1954)
- 1907 – Run Run Shaw, chiński producent filmowy (zm. 2014)
- 1908:
  - Peter Emil Becker, niemiecki genetyk, neurolog, psychiatra (zm. 2000)
  - Nelson S. Bond, amerykański pisarz science fiction i fantasy (zm. 2006)
  - Konrad Jażdżewski, polski archeolog, wykładowca akademicki (zm. 1985)
  - Nikołaj Nosow, rosyjski pisarz, scenarzysta filmowy (zm. 1976)
  - Andrzej Środoń, polski paleobotanik, wykładowca akademicki (zm. 1998)
  - Hanna Żuławska, polska malarka, ceramik, pedagog (zm. 1988)
- 1909:
  - Jean Jadot, belgijski kardynał, wysoki urzędnik Kurii Rzymskiej (zm. 2009)
  - René Schick Gutiérrez, nikaraguański prawnik, polityk, prezydent Nikaragui (zm. 1966)
- 1910:
  - Aleksandr Łoszczakow, radziecki dyplomata (zm. 2010)
  - Aldo Montano, włoski szablista (zm. 1996)
  - Tadeusz Skaliński, polski fizyk, optyk, wykładowca akademicki (zm. 1999)
- 1912:
  - Jean Hengen, luksemburski duchowny katolicki, arcybiskup Luksemburga (zm. 2005)
  - George O’Hanlon, amerykański aktor, komik, pisarz, scenarzysta filmowy (zm. 1989)
- 1913 – Christian Kautz, szwajcarski kierowca wyścigowy (zm. 1948)
- 1914:
  - Izrail Fisanowicz, radziecki oficer marynarki wojennej pochodzenia żydowskiego (zm. 1944)
  - Arnholdt Kongsgård, norweski skoczek narciarski (zm. 1991)
  - Mira Michałowska, polska pisarka, satyryk, dziennikarka, tłumaczka (zm. 2007)
  - Jerzy Staniszkis, polski architekt, rotmistrz (zm. 2009)
  - Wilson Tucker, amerykański pisarz fantasy i science fiction (zm. 2006)
  - Władysław Wandor, polski kolarz szosowy i torowy, trener (zm. 2005)
- 1915:
  - Ellen Drew, amerykańska aktorka, modelka (zm. 2003)
  - Julio César Méndez Montenegro, gwatemalski prawnik, polityk, prezydent Gwatemali (zm. 1996)
- 1916:
  - Albert Bourlon, francuski kolarz szosowy (zm. 2013)
  - Michael Gough, brytyjski aktor (zm. 2011)
  - Tadeusz Hołuj, polski pisarz, publicysta, polityk, poseł na Sejm PRL (zm. 1985)
  - P.K. Page, kanadyjska pisarka, poetka (zm. 2010)
  - Delos Thurber, amerykański lekkoatleta, skoczek wzwyż (zm. 1987)
- 1917:
  - Piotr Gorczakow, radziecki generał pułkownik, polityk (zm. 2002)
  - John Newland(inne języki), amerykański aktor, reżyser i scenarzysta filmowy i telewizyjny (zm. 2000)
- 1918 – Kazimierz Winkler, polski poeta, autor tekstów piosenek, rysownik (zm. 2014)
- 1919:
  - Nikołaj Biełow, rosyjski zapaśnik (zm. 1987)
  - Clemente Fernández López, hiszpański piłkarz (zm. 1996)
  - Peter Frederick Strawson, brytyjski filozof, wykładowca akademicki (zm. 2006)
  - Wiktor Zotow, radziecki pułkownik pilot, as myśliwski (zm. 1988)
- 1920:
  - Paul Celan, rumuński poeta pochodzenia żydowskiego (zm. 1970)
  - Zinaida Tusnołobowa-Marczenko, radziecka sanitariuszka (zm. 1980)
- 1921:
  - Fred Buscaglione, włoski muzyk, piosenkarz, aktor (zm. 1960)
  - Zbigniew Stanisław Kowalski, polski kapitan piechoty (zm. 2013)
  - Andrzej Nespiak, polski botanik, mykolog, wykładowca akademicki (zm. 1981)
- 1922:
  - Manuel Fraga Iribarne, hiszpański polityk, dyplomata (zm. 2012)
  - Joan Fuster, hiszpański pisarz (zm. 1992)
  - Maria Ginter, polska pisarka, rzeźbiarka, malarka (zm. 2011)
  - Zbigniew Kłopotowski, polski architekt (zm. 2014)
  - Andrzej Polkowski, polski aktor, pedagog (zm. 1979)
  - Võ Văn Kiệt, wietnamski polityk, premier Wietnamu (zm. 2008)
- 1923:
  - Daniel Baugh Brewster, amerykański prawnik, polityk, senator (zm. 2007)
  - Nadia Gray, rumuńska aktorka (zm. 1994)
  - Zbigniew Neugebauer, polski kapitan pilot, dziennikarz, pisarz (zm. 2000)
  - Ruggiero Romano, włoski historyk (zm. 2002)
  - Michaił Zajcew, radziecki generał (zm. 2009)
  - Robert Zajonc, amerykański psycholog społeczny pochodzenia polskiego (zm. 2008)
- 1924:
  - Aleksander Małachowski, polski publicysta, polityk, poseł i wicemarszałek Sejmu RP (zm. 2004)
  - Colin Turnbull, brytyjski antropolog, etnograf (zm. 1994)
  - Ludwika Woźnicka, polska pisarka, tłumaczka pochodzenia żydowskiego (zm. 1983)
  - Zofia Woźnicka, polska pisarka, tłumaczka, krytyk literacki pochodzenia żydowskiego (zm. 1986)
- 1925:
  - James Killen, australijski polityk (zm. 2007)
  - Johnny Mandel, amerykański kompozytor, aranżer (zm. 2020)
  - Jordan Pop-Jordanow, macedoński elektrotechnik, fizyk (zm. 2024)
  - Shah Azizur Rahman, bangladeski polityk, premier Bangladeszu (zm. 1989)
- 1926:
  - Rafi Etan, izraelski polityk (zm. 2019)
  - Sathya Sai Baba, indyjski guru hinduski (zm. 2011)
  - Vann Molyvann, khmerski architekt (zm. 2017)
- 1927:
  - Lionginas Šepetys, litewski pisarz, architekt, historyk sztuki (zm. 2017)
  - Angelo Sodano, włoski duchowny katolicki, sekretarz stanu Stolicy Apostolskiej, dziekan Kolegium Kardynalskiego, kardynał (zm. 2022)
- 1928:
  - Jerry Bock, amerykański kompozytor (zm. 2010)
  - Will Schaefer, amerykański kompozytor muzyki filmowej (zm. 2007)
  - Jan Ślęk, polski dyrygent (zm. 2022)
- 1929:
  - Cyril Andresen, duński żeglarz sportowy (zm. 1977)
  - Katarzyna Dzieduszycka-Herbert, polska tłumaczka, działaczka kulturalna (zm. 2025)
  - Jan Kopydłowski, polski architekt (zm. 2014)
  - Gloria Lynne, amerykańska wokalistka jazzowa (zm. 2013)
  - Ryszard Szawłowski, polski politolog, historyk amator (zm. 2020)
- 1930:
  - Józef Gut, polski polityk, poseł na Sejm PRL (zm. 2001)
  - Herberto Hélder, portugalski poeta (zm. 2015)
  - Zdzisław Skrzeczkowski, polski koszykarz (zm. 2024)
- 1931:
  - Joel Antônio Martins, brazylijski piłkarz (zm. 2003)
  - Maria Molicka, polska architekt (zm. 2014)
  - Tosiwo Nakayama, mikronezyjski polityk, prezydent Mikronezji pochodzenia japońskiego (zm. 2007)
- 1932:
  - Leon Gregory, australijski lekkoatleta, sprinter
  - Renato Raffaele Martino, włoski duchowny katolicki, stały obserwator Stolicy Apostolskiej przy ONZ, kardynał (zm. 2024)
  - Bruno Visintin, włoski bokser (zm. 2015)
- 1933:
  - Gordon Bradley, amerykański piłkarz, trener pochodzenia angolskiego (zm. 2008)
  - Frank Low, amerykański fizyk, astronom (zm. 2009)
  - Kazimierz Neumann, polski wioślarz (zm. 2011)
  - Krzysztof Penderecki, polski kompozytor, dyrygent, pedagog muzyczny (zm. 2020)
  - Ali Szari’ati, irański teolog, socjolog, filozof, rewolucjonista (zm. 1977)
- 1934:
  - Lew Hoad, australijski tenisista (zm. 1994)
  - Robert Towne, amerykański reżyser i scenarzysta filmowy (zm. 2024)
- 1935:
  - Zenon Begier, polski lekkoatleta, dyskobol (zm. 2019)
  - Jorge Luis Lona, argentyński duchowny katolicki, biskup San Luis (zm. 2022)
  - Włodzimierz (Sabodan), ukraiński duchowny prawosławny, metropolita kijowski i całej Ukrainy (zm. 2014)
  - Mari Törőcsik, węgierska aktorka (zm. 2021)
  - Władisław Wołkow, radziecki pilot wojskowy, kosmonauta (zm. 1971)
- 1936:
  - Robert Barnard, brytyjski pisarz, literaturoznawca (zm. 2013)
  - Mats Traat, estoński pisarz, scenarzysta, tłumacz (zm. 2022)
- 1937:
  - Richie Adubato, amerykański trener koszykarski
  - Jan Dawidziuk, polski duchowny, biskup Polskiego Narodowego Kościoła Katolickiego (zm. 2012)
  - Sverre Harrfeldt, norweski żużlowiec
  - Karl Mildenberger, niemiecki bokser (zm. 2018)
  - Karol Modzelewski, polski historyk, działacz opozycji antykomunistycznej, polityk, senator RP (zm. 2019)
- 1938:
  - Herbert Achternbusch, niemiecki pisarz, reżyser i scenarzysta filmowy (zm. 2022)
  - Doug Morris, amerykański przedsiębiorca pochodzenia żydowskiego
  - Józef Zawitkowski, polski duchowny katolicki, biskup pomocniczy warszawski, biskup pomocniczy łowicki, poeta, kompozytor (zm. 2020)
- 1939:
  - Betty Everett, amerykańska piosenkarka, pianistka (zm. 2001)
  - Maurice de Germiny, francuski duchowny katolicki, biskup Blois
  - Jurij Korotkych, ukraiński piłkarz, trener pochodzenia rosyjskiego (zm. 2016)
  - Barry Spikings, brytyjski producent filmowy
- 1940:
  - Wolfgang Barthels, niemiecki piłkarz
  - Hanna Busz, polska siatkarka
  - Owe Jonsson, szwedzki lekkoatleta, sprinter (zm. 1962)
  - Gösta Pettersson, szwedzki kolarz, szosowy i torowy
- 1941:
  - Derek Mahon, północnoirlandzki poeta, scenarzysta, krytyk teatralny (zm. 2020)
  - Alan Mullery, angielski piłkarz, trener
  - Eduard Nazarow, rosyjski twórca filmów animowanych
  - Franco Nero, włoski aktor
  - Mieczysław Stanclik, polski poeta (zm. 1998)
- 1942:
  - Sergio Ottolina, włoski lekkoatleta, sprinter (zm. 2023)
  - Franciszek Piesik, polski kapitan żeglugi śródlądowej, ofiara muru berlińskiego (zm. 1967)
  - Zdzisław Skoczek, polski malarz, rzeźbiarz (zm. 2003)
- 1943:
  - Günther Beckstein, niemiecki polityk
  - David Nolan, amerykański polityk (zm. 2010)
  - Miguel Rodríguez Orejuela, kolumbijski baron narkotykowy
  - Denis Sassou-Nguesso, kongijski generał, polityk, prezydent Konga
  - Petar Skansi, chorwacki koszykarz, trener (zm. 2022)
- 1944:
  - Joe Eszterhas, amerykański scenarzysta filmowy
  - Swietłana Kraczewska, ukraińska lekkoatletka, kulomiotka
  - Nassib Lahoud, libański polityk (zm. 2012)
  - Peter Lindbergh, niemiecki fotograf, reżyser filmów dokumentalnych (zm. 2019)
  - Piotr Wach, polski inżynier, wykładowca akademicki, polityk, senator RP
- 1945:
  - Jeremiasz Barański, polski przedsiębiorca, przestępca (zm. 2003)
  - Asi Dajan, izraelski aktor, reżyser i scenarzysta filmowy (zm. 2014)
  - Stanisław Gucma, polski inżynier, profesor nauk technicznych, kapitan żeglugi wielkiej (zm. 2024)
  - Jelizawieta Leonska, rosyjska pianistka, pedagog
  - Pablo Montes kubański lekkoatleta, sprinter (zm. 2008)
- 1946:
  - Jorgos Kudas, grecki piłkarz
  - Joseph Serge Miot, haitański duchowny katolicki, arcybiskup Port-au-Prince (zm. 2010)
  - Leszek Orlewicz, polski kompozytor, reżyser, operator i scenarzysta filmowy (zm. 2020)
  - Michele Pennisi, włoski duchowny katolicki, arcybiskup Monreale
  - Bobby Rush, amerykański polityk, kongresmen
  - Bernd Uhl, niemiecki duchowny katolicki, biskup pomocniczy Fryburga (zm. 2023)
- 1947:
  - Anna Grzymisławska, polska urzędniczka, działaczka opozycji antykomunistycznej (zm. 2022)
  - Marek Olewiński, polski polityk, poseł na Sejm RP (zm. 2005)
  - Alphons Orie, holenderski prawnik, sędzia
  - Toshiro Sakai, japoński tenisista
  - Maria Trojanowska, polska historyk, archiwistka, wykładowczyni akademicka (zm. 2019)
- 1948:
  - Bonfoh Abbass, togijski polityk, tymczasowy prezydent Togo (zm. 2021)
  - Norbert Dedeckere, belgijski kolarz przełajowy i szosowy (zm. 2015)
  - Wiesław Helak, polski reżyser filmowy
  - Józef Kania, polski inżynier, polityk, poseł na Sejm RP (zm. 2010)
  - Gerard Schipper, holenderski kolarz torowy i szosowy (zm. 2025)
- 1949:
  - Horst Dröse, niemiecki jeździec sportowy
  - Román Hernández Onna, kubański szachista (zm. 2021)
  - Olle Nordin, szwedzki piłkarz, trener
  - Wiktor Poganowski, radziecki jeździec sportowy
- 1950:
  - Mariusz Benoit, polski aktor, reżyser teatralny, pedagog
  - Swetła Ocetowa, bułgarska wioślarka
  - Milan Roćen, czarnogórski polityk
  - Charles Schumer, amerykański polityk, senator
  - Michał Władkowski, polski pianista, pedagog
- 1951:
  - Grzegorz Cybulski, polski lekkoatleta, skoczek w dal
  - Maik Galakos, grecki piłkarz
  - Irynarch (Griezin), rosyjski biskup prawosławny
  - Aaron Norris, amerykański aktor, reżyser i producent filmowy
  - Małgorzata Talarczyk, polska aktorka, pedagog
- 1952:
  - Ladislav Lučenič, słowacki muzyk, kompozytor, producent muzyczny, członek zespołów Modus i Limit
  - Mário Marquez, brazylijski duchowny katolicki, biskup Joaçaby
- 1953:
  - Francis Cabrel, francuski piosenkarz, kompozytor
  - Waldemar Krzystek, polski reżyser i scenarzysta filmowy
  - Nadieżda Olizarenko, rosyjska lekkoatletka, biegaczka średniodystansowa (zm. 2017)
- 1954:
  - Ross Brawn, brytyjski inżynier
  - Bruce Hornsby, amerykański wokalista, pianista, kompozytor
  - Aavo Pikkuus, estoński kolarz szosowy
  - Michaił Rusy, białoruski polityk
  - Carmen Valdés, kubańska lekkoatletka, sprinterka
  - Larry Wright, amerykański koszykarz, trener
- 1955:
  - Steven Brust, amerykański pisarz science fiction i fantasy pochodzenia węgierskiego
  - Konstandinos Kuis, grecki piłkarz, trener
  - Mary Landrieu, amerykańska polityk, senator
- 1956:
  - Shane Gould, australijska pływaczka
  - Karin Guthke, niemiecka skoczkini do wody
  - Nikołaj Sidorow, rosyjski lekkoatleta, sprinter
  - Barbara Wardak-Tomaszewska, polska lekkoatletka, miotaczka
- 1957:
  - Francis Kalist, indyjski duchowny katolicki, biskup Meerut
  - Andrew Toney, amerykański koszykarz
  - Carol Menken-Schaudt, amerykańska koszykarka
- 1958:
  - Jelena Andriejuk, rosyjska siatkarka
  - Jizhar Aszdot, izraelski piosenkarz, kompozytor, producent muzyczny
  - Alaksandr Dabrawolski, białoruski polityk
  - Frank Johnson, amerykański koszykarz, trener
- 1959:
  - Maxwell Caulfield, brytyjsko-amerykański aktor
  - Wim De Coninck, belgijski piłkarz, bramkarz, trener
  - Dominique Dunne, amerykańska aktorka (zm. 1982)
  - Jacek Prześluga, polski politolog, dziennikarz, specjalista w zakresie marketingu i public relations, menedżer
  - Eduardo Risso, argentyński rysownik komiksów
- 1960:
  - Jean-Paul Bourelly, amerykański gitarzysta, wokalista
  - Sam Ermolenko, amerykański żużlowiec
  - Jan Pawłowski, polski duchowny katolicki, arcybiskup, nuncjusz apostolski
- 1961:
  - Keith Ablow, amerykański psychiatra, pisarz
  - Mirosław Bąk, polski piłkarz
  - Anton Coșa, rumuński duchowny katolicki, biskup Kiszyniowa, teolog
  - Clemente Domingo Hernández, kubański piłkarz, trener
  - Sebastian (Osokin), rosyjski biskup prawosławny
  - John Schnatter, amerykański przedsiębiorca
- 1962:
  - Slim Belkhodja, tunezyjski szachista
  - Nicolás Maduro, wenezuelski polityk, wiceprezydent i prezydent Wenezueli
  - Philippe Renaud, francuski kajakarz, kanadyjkarz
- 1963:
  - Jacek Bylica, polski urzędnik, dyplomata
  - Kevin Chamberlin, amerykański aktor
  - Sonia Heredia, peruwiańska siatkarka
  - Salutaris Libena, tanzański duchowny katolicki, biskup Ifakary
  - Gwynne Shotwell, amerykańska inżynier, bizneswoman
- 1964:
  - Steve Alford, amerykański koszykarz, trener
  - Boyd Kestner, amerykański aktor, scenarzysta i producent filmowy
  - Sharon Marley, jamajska wokalistka reggae
  - Lars Myrberg, szwedzki bokser
  - Krzysztof Neugebauer, polski karateka
  - Kurt Russ, austriacki piłkarz, trener
  - Frank Rutherford, bahamski lekkoatleta, trójskoczek
  - Adam Słomka, polski polityk, poseł na Sejm RP
  - Dorota Uram, polska siatkarka
- 1965:
  - Michael Brainard, amerykański aktor, producent i scenarzysta filmowy
  - Catharina Elmsäter-Svärd, szwedzka działaczka samorządowa, polityk
  - Don Frye, amerykański zawodnik sztuk walki, wrestler, aktor
  - Ołeksandr Iwanow, ukraiński piłkarz, trener
  - Rodion Gataullin, rosyjski lekkoatleta, tyczkarz
  - Zbigniew Kaźmierczak, polski filozof, wykładowca akademicki
  - Sergio Vázquez, argentyński piłkarz
  - Ron Waterman, amerykański wrestler, zawodnik MMA
- 1966:
  - Vincent Cassel, francuski aktor
  - Kevin Gallacher, szkocki piłkarz
  - Michelle Gomez, brytyjska aktorka pochodzenia portugalskiego
  - Jeppe Kaas, duński aktor, kompozytor muzyki filmowej, dyrygent
  - Patrick Mameli, holenderski gitarzysta, wokalista, założyciel zespołu Pestilence
  - Jordi Sebastià i Talavera, hiszpański dziennikarz, publicysta, polityk
  - Markku Uusipaavalniemi, fiński curler, polityk
- 1967:
  - Christophe Cocard, francuski piłkarz
  - Andrzej Paprot, polski gitarzysta rockowy
  - Salli Richardson, amerykańska aktorka
- 1968:
  - Piotr Beluch, polski aktor, reżyser teatralny
  - Robert Denmark, brytyjski lekkoatleta, średnio- i długodystansowiec
  - Nikołaj Pisariew, rosyjski piłkarz, trener
- 1969:
  - Olivier Beretta, monakijski kierowca wyścigowy
  - Byron Moreno, ekwadorski sędzia piłkarski
  - Muhammad Sulajman, katarski lekkoatleta, średnio- i długodystansowiec
  - Beatrice Utondu, nigeryjska lekkoatletka, skoczkini w dal i sprinterka
- 1970:
  - Oded Fehr, izraelski aktor
  - Karsten Müller, niemiecki szachista
  - Diana Sartor, niemiecka skeletonistka
- 1971:
  - Khalid Al-Muwallid, saudyjski piłkarz
  - Lisa Arch, amerykańska aktorka
  - Vin Baker, amerykański koszykarz
  - Frank Giering, niemiecki aktor (zm. 2010)
  - Chris Hardwick, amerykański aktor, komik, muzyk
  - Krzysztof Zapart, polski pilot, baloniarz (zm. 2024)
- 1972:
  - Chris Adler, amerykański perkusista, członek zespołu Lamb of God
  - Alf-Inge Håland, norweski piłkarz
  - Knut Arild Hareide, norweski polityk
  - Kurupt, amerykański raper
  - Antonio Orozco, hiszpański piosenkarz, autor tekstów
- 1973:
  - Lena Dąbkowska-Cichocka, polska polityk, poseł na Sejm RP
  - Afo Dodoo, ghański piłkarz
  - Indrit Fortuzi, albański piłkarz
  - Grégory Malicki, francuski piłkarz, bramkarz pochodzenia polskiego
  - Ojuunbilegijn Pürewbaatar, mongolski zapaśnik
  - Ewa Tylecka, polska modelka, zwyciężczyni konkursu Miss Polonia
  - Evans Wise, trynidadzko-tobagijski piłkarz
  - Claudia Zwiers, holenderska judoczka
- 1974:
  - Maciej Baran, polski pilot rajdowy
  - Sylvain Freiholz, szwajcarski skoczek narciarski
  - Juventud Guerrera, meksykański wrestler
  - Katrín Júlíusdóttir, islandzka polityk
  - Aleksandra Kaczkowska, polska dziennikarka muzyczna, prezenterka radiowa i telewizyjna
  - Saku Koivu, fiński hokeista
  - Igors Korabļovs, łotewski piłkarz
  - Piotr Meresiński, polski kierowca rajdowy
  - Malik Rose, amerykański koszykarz
- 1975:
  - Małgorzata Bassa-Roguska, polska judoczka, zapaśniczka
  - Michał Krzywicki, polski pisarz fantasy
  - Maciej Kuciapa, polski żużlowiec
  - Daniele Orsato, włoski sędzia piłkarski
  - Ilfat Raziapow, rosyjski bokser
  - Siergiej Żukow, rosyjski hokeista
- 1976:
  - Takayuki Chano, japoński piłkarz, bramkarz
  - Chiril Gaburici, mołdawski przedsiębiorca, polityk, premier Mołdawii
  - Page Kennedy, amerykański aktor
  - Tomasz Proszkiewicz, polski hokeista
- 1977:
  - Christopher Amott, szwedzki muzyk, kompozytor, wokalista, członek zespołów: Armageddon(inne języki), Arch Enemy i Black Earth
  - Ivan Ivanišević, serbski szachista
  - Patric Leitner, niemiecki saneczkarz
  - Michał Łogosz, polski badmintonista
- 1978:
  - Joachim Fischer Nielsen, duński badmintonista
  - Johnson Macaba, angolski piłkarz
  - Alison Mosshart, amerykańska wokalistka, gitarzystka, członkini zespołów The Kills i The Dead Weather
  - Robert Sassone, francuski kolarz torowy i szosowy (zm. 2016)
  - Fredrik Sterner, szwedzki snowboardzista
  - Nadieżda Torłopowa, rosyjska pięściarka
  - Terrence Trammell, amerykański lekkoatleta, płotkarz i sprinter
  - Raman Wasiluk, białoruski piłkarz
- 1979:
  - Kelly Brook, brytyjska modelka, prezenterka telewizyjna, aktorka
  - Thomas Gaardsøe, duński piłkarz
  - Nihat Kahveci, turecki piłkarz
  - Ivica Kostelić, chorwacki narciarz alpejski
  - René Montero, kubański zapaśnik
  - Anna Nowińska, polska okulistka
  - Jonathan Sadowski, amerykański aktor pochodzenia polsko-włoskiego
  - David Sauget, francuski piłkarz
- 1980:
  - Paul Malignaggi, amerykański bokser
  - Jonathan Papelbon, amerykański baseballista
  - Kirk Penney, nowozelandzki koszykarz
  - Katarzyna Rosłaniec, polska reżyserka i scenarzystka filmowa
  - Dino Toppmöller, niemiecki piłkarz, trener
- 1981:
  - Nick Carle, australijski piłkarz
  - Stefan Groothuis, holenderski łyżwiarz szybki
  - Luis Henríquez, panamski piłkarz
  - Tomasz Mazurkiewicz, polski piłkarz
  - Nelson Ramos, kolumbijski piłkarz, trener
- 1982:
  - Neil Danns, angielski piłkarz
  - Asafa Powell, jamajski lekkoatleta, sprinter
  - Jennifer Tamas, amerykańska siatkarka
- 1983:
  - Gaston Dalmau, argentyński aktor, piosenkarz
  - Khalefa Ahmed Hamouda, sudański piłkarz
  - Mariska Huisman, holenderska łyżwiarka szybka
  - Jeon Da-hye, południowokoreańska łyżwiarka szybka, specjalistka short tracku
  - Igor Jankowski, polsko-białoruski kompozytor, pedagog, działacz muzyczny
  - Kamilla Rytter Juhl, duńska badmintonistka
  - Alain Koffi, francuski koszykarz pochodzenia iworyjskiego
  - Thomas Pridgen, amerykański perkusista, członek zespołów: The Mars Volta, The Memorials(inne języki) i Suicidal Tendencies
- 1984:
  - Mourad Bouzidi, holenderski zawodnik sportów walki pochodzenia tunezyjskiego
  - Lucas Grabeel, amerykański aktor, piosenkarz
  - Orsolya Herr, węgierska piłkarka ręczna, bramkarka
  - Manuel Jamuana, angolski piłkarz
  - Liu Ying, chińska kolarka górska
  - Emmanuel Lucenti, argentyński judoka
  - Grzegorz Proksa, polski bokser
  - Kacper Tekieli, polski wspinacz, instruktor wspinaczki sportowej (zm. 2023)
  - Justin Turner, amerykański baseballista
- 1985:
  - Wiktor Ahn, południowokoreański i rosyjski łyżwiarz szybki, specjalista short tracku
  - Wiktor Chabel, polski wioślarz
  - Aleš Hruška, czeski piłkarz, bramkarz
  - Milan Kopic, czeski piłkarz
  - Dennis Kuipers, holenderski kierowca rajdowy
  - Aleksandr Kutuzow, rosyjski hokeista
  - Jevgenij Šuklin, litewski kajakarz, kanadyjkarz pochodzenia rosyjskiego
  - Miguel Wilken, argentyński lekkoatleta, sprinter
- 1986:
  - Alejandro Alfaro, hiszpański piłkarz
  - Iwan Bandałowski, bułgarski piłkarz pochodzenia macedońskiego
  - Antonio Ramírez, hiszpański piłkarz, bramkarz
  - Alexandra Rosenfeld, francuska zwyciężczyni konkursów piękności
- 1987:
  - Nicklas Bäckström, szwedzki hokeista
  - Byun Chun-sa, południowokoreańska łyżwiarka szybka, specjalistka short tracku
  - Alban Hoxha, albański piłkarz, bramkarz
  - Uhunoma Osazuwa, nigeryjska lekkoatletka, wieloboistka
  - Kasia Struss, polska supermodelka
  - Reyare Thomas, trynidadzko-tobagijska lekkoatletka, sprinterka
- 1988:
  - Jens Keukeleire, belgijski kolarz szosowy
  - Ezequiel Orozco, meksykański piłkarz (zm. 2018)
  - Andrew Talansky, amerykański kolarz szosowy
  - Keith Thurman, amerykański bokser
- 1989:
  - Margot van Geffen, holenderska hokeistka na trawie
  - Steven Marshall, kanadyjski siatkarz
- 1990:
  - Joanna Gomolińska, polska pięcioboistka nowoczesna
  - Alona Leonowa, rosyjska łyżwiarka figurowa
  - Anna Mielcarek, polska lekkoatletka, chodziarka
  - Chris O’Hare, brytyjski lekkoatleta, średniodystansowiec
- 1991:
  - Beka Lomtadze, gruziński zapaśnik
  - Christian Cueva, peruwiański piłkarz
  - Willian José, brazylijski piłkarz
  - Ruslan Mingazow, turkmeński piłkarz
  - Bartolomeu Jacinto Quissanga, angolski piłkarz
- 1992:
  - Juan Agudelo, amerykański piłkarz pochodzenia kolumbijskiego
  - Miley Cyrus, amerykańska aktorka, piosenkarka, autorka tekstów
  - Maciej Kuchta, polski tancerz, choreograf, akrobata
  - Gabriel Landeskog, szwedzki hokeista
- 1993:
  - Hacı Əhmədov, azerski piłkarz
  - Cheikhou Dieng, senegalski piłkarz
  - Jamiro Monteiro, kabowerdyjski piłkarz
  - Faye Njie, gambijski judoka
  - Christian Tabó, urugwajski piłkarz
- 1994:
  - Karriss Artingstall, brytyjska pięściarka
  - Capital Bra, niemiecki raper pochodzenia rosyjsko-ukraińskiego
  - Seny Dieng, szwajcarski piłkarz, bramkarz pochodzenia senegalskiego
  - Chris Harper, australijski kolarz szosowy
  - Paulo Otávio, brazylijski piłkarz
  - Aryjan Tiutrin, rosyjski i białoruski zapaśnik
- 1995:
  - Brittany Broben, australijska skoczkini do wody
  - Julio Cruz, meksykański piłkarz
  - Tomasz Gębala, polski piłkarz ręczny
- 1996:
  - Anna Fernstädtová, czesko-niemiecka skeletonistka
  - Anna Janowska, rosyjsko-węgierska łyżwiarka figurowa
  - Sadyk Łałajew, rosyjski zapaśnik
  - James Maddison, angielski piłkarz
- 1997:
  - Əli Rəhimzadə, azerski zapaśnik
  - Riky Zapata, honduraski piłkarz
- 1998:
  - Roger Ibañez, brazylijski piłkarz pochodzenia urugwajskiego
  - Caoimhín Kelleher, irlandzki piłkarz, bramkarz
  - Laura Nolte, niemiecka bobsleistka
  - Bradley Steven Perry, amerykański aktor
  - Megan Walker, amerykańska koszykarka
- 1999:
  - Valery Fernández, hiszpański piłkarz
  - Boubacar Kamara, francuski piłkarz pochodzenia senegalskiego
  - Mikołaj Sawicki, polski siatkarz
- 2000 – Jack Clarke, angielski piłkarz
- 2001:
  - Tino Anjorin, angielski piłkarz pochodzenia nigeryjskiego
  - Tess Ledeux, francuska narciarka dowolna
  - Nico Porteous, nowozelandzki narciarz dowolny
  - Miłosz Wałach, polski piłkarz ręczny, bramkarz
  - Mateusz Żukowski, polski piłkarz
- 2002:
  - Enzo Tchato, kameruński piłkarz
  - Anastasija Zolotic, amerykańska taekwondzistka pochodzenia bośniackiego
- 2004 – Robinson Aguirre, salwadorski piłkarz
- 2005:
  - José Nabil Ondo, piłkarz z Gwinei Równikowej
  - Ajša Sivka, słoweńska koszykarka

## Zmarli
- 615 – Kolumban Młodszy, opat z Luxeuil i Bobbio, święty (ur. 561)
- 947 – Bertold, książę Bawarii (ur. ok. 900)
- 955 – Edred Saski, król Anglii (ur. ok. 923)
- 1183 – William Fitz Robert, angielski możnowładca (ur. 1116)
- 1350 – Bernard d’Albi, francuski duchowny katolicki, biskup Rodez, biskup Porto-Santa Rufina, kardynał (ur. ?)
- 1366 – Gasan Jōseki, japoński mistrz zen (ur. 1275)
- 1369 – Wilhelm, książę Lüneburga (ur. ok. 1300)
- 1407 – Ludwik, książę Orleanu (ur. 1372)
- 1457 – Władysław Pogrobowiec, książę Austrii, król Czech i Węgier (ur. 1440)
- 1464 – Małgorzata Sabaudzka, markiza Montferratu, dominikanka, mistyczka, błogosławiona (ur. ok. 1382)
- 1496 – Bianca Giovanna Sforza, włoska arystokratka (ur. 1482)
- 1499 – Perkin Warbeck, flamandzki samozwaniec, pretendent do tronu angielskiego (ur. 1474)
- 1503:
  - Bona Sabaudzka, księżna i regentka Mediolanu (ur. 1449)
  - Małgorzata York, księżniczka angielska, księżna Burgundii (ur. 1446)
- 1549 – Franciszek, książę Lüneburga (Celle) (ur. 1508)
- 1554 – Sebastiano Antonio Pighini, włoski duchowny katolicki, biskup Alife, biskup Ferentino, arcybiskup Manfredonii, nuncjusz apostolski, kardynał (ur. 1500)
- 1572 – Agnolo Bronzino, włoski malarz, rysownik, poeta (ur. 1503)
- 1585 – Thomas Tallis, angielski kompozytor (ur. ok. 1505)
- 1594 – Georg Wilhelm von Braun, władca sycowskiego wolnego państwa stanowego (ur. 1565)
- 1604 – Olbracht Łaski, polski szlachcic, polityk, alchemik, awanturnik (ur. 1536)
- 1616 – Richard Hakluyt, angielski duchowny anglikański, geograf (ur. ok. 1552)
- 1641 – Johann Wilhelm Neumayr von Ramsla, niemiecki historyk wojskowości, ekonomista, podróżnik (ur. 1572)
- 1651 – Francesco Guarini, włoski malarz (ur. 1611)
- 1682 – Claude Lorrain, francuski malarz, rysownik, rytownik (ur. 1600)
- 1693 – Job Adriaenszoon Berckheyde, holenderski malarz (ur. 1630)
- 1703 – Mitrofan z Woroneża, rosyjski biskup i święty prawosławny (ur. 1623)
- 1729 – Aleksandr Mienszykow, rosyjski książę, dowódca wojskowy (ur. 1673)
- 1737 – Antonio Felice Zondadari, włoski kardynał (ur. 1665)
- 1741 – Christoph Dietrich von Bose młodszy, królewsko-polski i elektorsko-saski rzeczywisty tajny radca (ur. 1664)
- 1744 – Sidney Beauclerk, brytyjski arystokrata, polityk (ur. 1703)
- 1754 – Roland Puchot, francuski hrabia, dyplomata (ur. 1693)
- 1763 – Friedrich Heinrich von Seckendorff, austriacki generał, dyplomata (ur. 1673)
- 1769 – Konstantyn Mavrocordat, hospodar Wołoszczyzny (ur. 1711)
- 1788 – Gabriel Burbon, infant hiszpański (ur. 1752)
- 1801 – Teodor Waga, polski pijar, prawnik, historyk, geograf, pedagog (ur. 1739)
- 1804 – Stefano Borgia, włoski kardynał, historyk, dyplomata, bibliofil (ur. 1731)
- 1805 – Jacek Jezierski, polski szlachcic, pisarz polityczny i ekonomiczny, publicysta, działacz gospodarczy (ur. 1722)
- 1814 – Elbridge Gerry, amerykański polityk, wiceprezydent USA (ur. 1744)
- 1817 – William C.C. Claiborne, amerykański prawnik, polityk (ur. 1775)
- 1826 – Johann Elert Bode, niemiecki astronom (ur. 1747)
- 1833 – Jean-Baptiste Jourdan, francuski generał, polityk, marszałek Francji (ur. 1762)
- 1838 – Teodor Toeplitz, polski kupiec pochodzenia żydowskiego (ur. 1793)
- 1839 – Cecylia Yu So-sa, koreańska męczennica, święta (ur. 1761)
- 1840 – Louis de Bonald, francuski filozof, publicysta (ur. 1754)
- 1841:
  - Stanisław Kostka Nowakowski, polski szlachcic, polityk (ur. 1763)
  - Kazan Watanabe, japoński uczony, malarz (ur. 1793)
- 1843 – Mikołaj Sapieha, polski wojskowy, ziemianin, wolnomularz (ur. 1779)
- 1844 – Thomas James Henderson, brytyjski astronom, matematyk (ur. 1798)
- 1847 – Jan Nepomucen Rostworowski, polski ziemianin, etnograf, pisarz, kompozytor (ur. 1799)
- 1848 – John Barrow, brytyjski geograf, podróżnik (ur. 1764)
- 1849 – Waleria Tarnowska, polska malarka, kolekcjonerka (ur. 1782)
- 1853 – Friedrich Schneider, niemiecki kompozytor, dyrygent, pianista, organista, pedagog muzyczny (ur. 1786)
- 1855 – Louis-Mathieu Molé, francuski polityk, premier Francji (ur. 1781)
- 1856 – Thomas Seddon, brytyjski malarz (ur. 1821)
- 1857 – Józef Dwernicki, polski generał, uczestnik powstania listopadowego (ur. 1779)
- 1860 – Gustaw Potworowski, polski działacz polityczny i gospodarczy (ur. 1800)
- 1866:
  - Paul Gavarni, francuski rysownik, karykaturzysta (ur. 1804)
  - John Lhotsky, polski przyrodnik, podróżnik, odkrywca, publicysta (ur. 1795)
- 1881 – Gustaw Zieliński, polski prozaik, poeta (ur. 1809)
- 1885 – Aleksander Szukiewicz, polski prozaik, dziennikarz, tłumacz (ur. 1816)
- 1886 – Adam Honory Kirkor, polski wydawca, dziennikarz, archeolog, encyklopedysta, muzealnik (ur. 1818)
- 1890:
  - Antoni Waga, polski pijar, zoolog, prozaik, poeta, krytyk literacki, przyrodnik, pedagog (ur. 1799)
  - Wilhelm III, król Holandii i wielki książę Luksemburga (ur. 1817)
- 1895 – Władysław Kulczycki, polski dziennikarz, publicysta, poeta, dyplomata, działacz emigracyjny (ur. 1834)
- 1896:
  - Ichiyō Higuchi, japońska pisarka, poetka (ur. 1872)
  - Fritz Zuber-Buhler, szwajcarski malarz (ur. 1822)
- 1897 – Émile Nouguier, francuski inżynier, architekt (ur. 1840)
- 1905:
  - Antonina Mirska, polska zakonnica, Służebnica Boża (ur. 1822)
  - John G. Schumaker, amerykański polityk (ur. 1826)
- 1906 – Willard Warner, amerykański polityk (ur. 1826)
- 1907 – John Frederick Peto, amerykański malarz (ur. 1854)
- 1910:
  - Octave Chanute, amerykański konstruktor mostów, teoretyk lotnictwa, wynalazca pochodzenia francuskiego (ur. 1832)
  - Hawley Harvey Crippen, brytyjski lekarz, morderca pochodzenia amerykańskiego (ur. 1862)
  - Felicjan Fierek, polski bernardyn (ur. 1850)
- 1911 – Kazimierz Mniszek-Tchorznicki, polski ziemianin, oficer armii austriackiej, działacz gospodarczy (ur. 1929)
- 1912:
  - Stanisław Graeve, polski etnograf, krajoznawca (ur. 1868)
  - Włodzimierz Lubieniecki, polski weteran powstania styczniowego (ur. 1844)
- 1913 – Stanisław Jędrzejowicz, polski ziemianin, polityk (ur. 1849)
- 1916:
  - Charles Booth, brytyjski reformator społeczny, pionier badań społecznych, filantrop (ur. 1840)
  - Lanoe Hawker, brytyjski pilot wojskowy, as myśliwski (ur. 1890)
  - Adolf Steinert, polski przedsiębiorca pochodzenia niemieckiego (ur. 1834)
- 1918:
  - Fritz von Below, niemiecki generał (ur. 1853)
  - Richard Sandford, brytyjski oficer Royal Navy (ur. 1891)
- 1919:
  - Henry Gantt, amerykański inżynier mechanik (ur. 1861)
  - Mykoła Jewszan, ukraiński krytyk literacki (ur. 1889)
- 1921 – Max Verworn, niemiecki fizjolog, wykładowca akademicki (ur. 1863)
- 1922 – Eduard Seler, niemiecki amerykanista, paleontolog, wykładowca akademicki (ur. 1849)
- 1926:
  - Heinrich Abel, niemiecki jezuita, kaznodzieja, duszpasterz (ur. 1843)
  - Stefan Pawlik, polski agronom, filozof, wykładowca akademicki, encyklopedysta (ur. 1858)
  - Aleksander Zawadzki, polski działacz polityczny i społeczny (ur. 1859)
- 1927:
  - Michał Augustyn Pro, meksykański jezuita, błogosławiony (ur. 1891)
  - Stanisław Przybyszewski, polski prozaik, poeta, dramaturg, publicysta (ur. 1868)
- 1930 – Maurycy Minkowski, polski malarz pochodzenia żydowskiego (ur. 1881)
- 1933 – Stanisław Łopaciński, polski prawnik, adwokat, ziemianin, polityk, poseł do Rady Państwa Imperium Rosyjskiego (ur. 1851)
- 1934:
  - Giovanni Brunero, włoski kolarz szosowy (ur. 1895)
  - Ernest Alfred Wallis Budge, brytyjski egiptolog, orientalista, filolog (ur. 1857)
- 1935 – Antoni Wiesław Blikle, polski cukiernik, działacz społeczny (ur. 1873)
- 1936:
  - Boris Pinson, radziecki polityk pochodzenia żydowskiego (ur. 1892)
  - Jacques Sautereau, francuski krokiecista (ur. 1860)
- 1937:
  - Augustyn (Bielajew), rosyjski biskup prawosławny, święty nowomęczennik (ur. 1886)
  - Jagadis Chandra Bose, indyjski fizyk, fizjolog roślin, wykładowca akademicki (ur. 1858)
  - George Albert Boulenger, brytyjski zoolog pochodzenia belgijskiego (ur. 1858)
  - Tadeusz Dmoszyński, polski pilot wojskowy i cywilny (ur. 1903)
  - Prokop (Titow), rosyjski biskup prawosławny, święty nowomęczennik (ur. 1877)
- 1939 – Bronisław Dembiński, polski historyk, wykładowca akademicki, polityk, kierownik resortu wyznań religijnych i oświecenia publicznego (ur. 1858)
- 1941:
  - Aleksiej Biekietow, ukraińsko-rosyjski architekt, urbanista, wykładowca akademicki (ur. 1862)
  - Jelizawieta Czajkina, radziecka komsomołka, partyzantka (ur. 1918)
  - Ignacy Łopieński, polski malarz, grafik, medlier, rzeźbiarz (ur. 1865)
- 1942:
  - Tomitarō Horii, japoński generał major (ur. 1890)
  - Stanisław Saks, polski matematyk, wykładowca akademicki (ur. 1897)
  - Hernando Siles Reyes, boliwijski adwokat, dyplomata, polityk, prezydent Boliwii (ur. 1882)
  - Stanisław Zaremba, polski matematyk, wykładowca akademicki (ur. 1863)
- 1943:
  - Tadeusz Buynowski, polski podporucznik, dyplomata (ur. 1895)
  - Jan Nalazek, polski działacz komunistyczny, oficer GL (ur. 1918)
  - Narcyz Potoczek, polski polityk, poseł Sejm Ustawodawczy i na Sejm RP (ur. 1875)
  - Jan Tuczembski, polski działacz komunistyczny, oficer GL (ur. 1902)
  - Rosette Wolczak, francuska dziewczynka pochodzenia żydowskiego (ur. 1928)
- 1945:
  - Augustyn Jakubisiak, polski duchowny katolicki, teolog, filozof, wykładowca akademicki (ur. 1884)
  - Jan Raszka, polski malarz, rzeźbiarz, medalier (ur. 1871)
  - Włodzimierz Zieliński, polski major piechoty, dyplomata (ur. 1893)
- 1946:
  - Arthur Dove, amerykański malarz (ur. 1880)
  - Albin Eschrich, niemiecki kompozytor, dyrygent (ur. 1874)
  - Nikołaj Rubakin, rosyjski bibliotekarz, bibliograf (ur. 1862)
- 1947 – Hieronymus Maria Mileta, chorwacki duchowny katolicki, biskup szybenicki (ur. 1871)
- 1948 – Üzeyir Hacıbəyov, azerski kompozytor (ur. 1885)
- 1949:
  - Gustav Radbruch, niemiecki filozof prawa, wykładowca akademicki, polityk, minister sprawiedliwości (ur. 1878)
  - Julian Rafalski, polski leśnik, dendrolog, wykładowca akademicki (ur. 1879)
- 1950 – Hermann Haller(inne języki), szwajcarski rzeźbiarz (ur. 1880)
- 1951:
  - Enrichetta Alfieri, włoska zakonnica, błogosławiona (ur. 1891)
  - Nikollë bej Ivanaj, albański dziennikarz, pisarz, działacz niepodległościowy (ur. 1879)
  - Aleksandr Jefriemow, radziecki polityk (ur. 1904)
- 1953:
  - Philip Richardson, brytyjski strzelec sportowy, polityk (ur. 1865)
  - Charles I. Stengle, amerykański polityk (ur. 1869)
  - Kazimierz Filip Wize, polski psychiatra, filozof, poeta, tłumacz (ur. 1873)
- 1954:
  - Kazimierz Duch, polski prawnik, działacz niepodległościowy, polityk, poseł na Sejm i senator RP (ur. 1890)
  - Roman Podoski, polski elektryk, wykładowca akademicki (ur. 1873)
- 1956:
  - André Marty, francuski polityk (ur. 1886)
  - William von Wirén, estoński żeglarz sportowy (ur. 1894)
- 1958:
  - Nikolaos Jeorgandas, grecki lekkoatleta, dyskobol, oszczepnik i kulomiot (ur. 1880)
  - Johnston McCulley, amerykański pisarz, scenarzysta filmowy (ur. 1883)
- 1959 – Andrzej Grodek, polski ekonomista, historyk gospodarki, wykładowca akademicki (ur. 1901)
- 1960 – Władysław Szczygieł, polski doktor filozofii, pedagog, instruktor harcerski (ur. 1902)
- 1961:
  - Winifred Greenwood, amerykańska aktorka (ur. 1885)
  - Elżbieta Waldeck-Pyrmont, niemiecka arystokratka (ur. 1873)
- 1963:
  - Sigurd Christensen, duński żeglarz sportowy (ur. 1911)
  - Georg-Hans Reinhardt, niemiecki dowódca wojskowy, zbrodniarz wojenny (ur. 1887)
- 1964:
  - Edward Oliver Essig, amerykański entomolog, wykładowca akademicki (ur. 1884)
  - Billy Johnston, szkocki piłkarz (ur. 1901)
- 1965:
  - Elżbieta Gabriela Bawarska, królowa Belgów (ur. 1876)
  - Oskar Sepre, estoński polityk komunistyczny (ur. 1900)
- 1966:
  - Szczepan Łazarkiewicz, polski konstruktor, wynalazca (ur. 1893)
  - Seán T. O’Kelly, irlandzki polityk, prezydent Irlandii (ur. 1882)
- 1967:
  - Alexander Boyd Baird, kanadyjski przedsiębiorca, polityk (ur. 1891)
  - Otto Erich Deutsch, austriacki muzykolog, bibliograf muzyczny (ur. 1883)
- 1968:
  - Antoni Buzuk, polski kompozytor (ur. 1904)
  - Salomon Wininger, izraelski pisarz (ur. 1877)
- 1969 – Wacław Ulass, polski starszy sierżant pilot, szybownik (ur. 1893)
- 1970:
  - Encik Yusof bin Ishak, singapurski dziennikarz, polityk, prezydent Singapuru (ur. 1910)
  - Giancarlo Cornaggia-Medici, włoski szpadzista (ur. 1904)
  - Alf Prøysen, norweski pisarz, muzyk (ur. 1914)
- 1972:
  - Nikołaj Bogdanow, radziecki generał porucznik NKWD, polityk (ur. 1907)
  - Czesław Momatiuk, polski taternik, alpinista, fotograf, publicysta (ur. 1936)
  - Aīda Niedra, łotewska poetka, pisarka (ur. 1899)
- 1973:
  - Adele S. Buffington, amerykańska scenarzystka filmowa pochodzenia niemieckiego (ur. 1900)
  - Claire Dodd, amerykańska aktorka (ur. 1908)
  - Sessue Hayakawa, japoński aktor (ur. 1889)
  - Constance Talmadge, amerykańska aktorka (ur. 1898)
  - Oscar Tarrío, argentyński piłkarz, trener (ur. 1909)
- 1974:
  - Aman Mikael Andom, etiopski generał, polityk (ur. 1924)
  - Emy Machnow, szwedzka pływaczka (ur. 1897)
  - Cornelius Ryan, amerykański pisarz, dziennikarz pochodzenia irlandzkiego (ur. 1920)
  - Aleksander Sewruk, polski aktor (ur. 1912)
  - Aleksandr Taniajew, radziecki historyk, polityk (ur. 1898)
- 1975:
  - Arvo Askola, fiński lekkoatleta, długodystansowiec (ur. 1909)
  - Leslie Boardman, australijski pływak (ur. 1889)
  - Anton Gastiłowicz, radziecki generał pułkownik (ur. 1902)
- 1976:
  - Tatsuji Inouye, japoński okulista, neurolog (ur. 1881)
  - André Malraux, francuski prozaik, eseista (ur. 1901)
- 1977:
  - Edward Banaszak, polski pułkownik piechoty (ur. 1892)
  - Zygmunt Nowicki, polski aktor (ur. 1909)
- 1978:
  - Jacques Bergier, francuski alchemik, szpieg, dziennikarz, pisarz pochodzenia żydowskiego (ur. 1912)
  - Hanns Johst, niemiecki pisarz nazistowski (ur. 1890)
- 1979:
  - Jan Kozik, polski historyk, wykładowca akademicki (ur. 1934)
  - Aurelio Menegazzi, włoski kolarz torowy (ur. 1900)
  - Maria Mościcka, polska pierwsza dama (ur. 1896)
  - Merle Oberon, brytyjska aktorka (ur. 1911)
- 1980:
  - Wanda Dobaczewska, polska pisarka, poetka, publicystka, autorka sztuk dla teatrów kukiełkowych (ur. 1892)
  - Jean Templin, francuski piłkarz pochodzenia polskiego (ur. 1928)
- 1981 – Tadeusz Rześniowiecki, polski polityk, poseł na Sejm PRL (ur. 1912)
- 1982:
  - Giennadij Korotkow, radziecki generał porucznik (ur. 1898)
  - Grażyna Kuroń, polska działaczka opozycji demokratycznej (ur. 1940)
  - Józef Adaś, polski rolnik, morderca (ur. 1942)
  - Jan Sojda, polski rolnik, morderca (ur. 1928)
- 1985 – Eugenia Łozińska, polska matematyk, dziennikarka, działaczka komunistyczna pochodzenia żydowskiego (ur. 1909)
- 1986 – Olaf Hoffsbakken, norweski kombinator norweski (ur. 1908)
- 1987 – Antonio Sastre, argentyński piłkarz (ur. 1911)
- 1988 – Wieland Herzfelde, niemiecki pisarz, publicysta, wydawca, działacz komunistyczny (ur. 1896)
- 1989:
  - Stanisława Bakuła, polska artystka ludowa (ur. 1925)
  - Alojzy Sitko, polski piłkarz, trener (ur. 1911)
  - Bogusław Śliwa, polski prawnik, prokurator, działacz opozycji antykomunistycznej (ur. 1944)
- 1990:
  - Ajdin Arutiunian, radziecki major (ur. 1918)
  - Roald Dahl, brytyjski pisarz, scenarzysta, publicysta pochodzenia norweskiego (ur. 1916)
  - Karl Aage Hansen, duński piłkarz (ur. 1921)
  - Sergio Matto, urugwajski koszykarz (ur. 1930)
- 1991:
  - Klaus Kinski, niemiecki aktor, reżyser, scenarzysta, pisarz pochodzenia polskiego (ur. 1926)
  - Zbigniew Kosiński, polski poeta (ur. 1926)
  - Ken Uehara, japoński aktor (ur. 1909)
- 1992:
  - Roy Acuff, amerykański muzyk country (ur. 1903)
  - Mohamed Benhima, marokański ginekolog, polityk, premier Maroka (ur. 1924)
  - Cornelius Eduardus Hermans, flamandzki działacz narodowy, prozaik, poeta, wydawca (ur. 1897)
  - Tadeusz Skulina, polski językoznawca, wykładowca akademicki (ur. 1929)
- 1993:
  - Margit Kalocsai, węgierska gimnastyczka (ur. 1909)
  - Adam Muszyński, polski bibliotekarz (ur. 1908)
- 1994:
  - Garry Middleton, australijski żużlowiec (ur. 1948)
  - Sławomir Siejka, polski dziennikarz i prezenter telewizyjny (ur. 1959)
- 1995 – Louis Malle, francuski reżyser filmowy (ur. 1932)
- 1996:
  - Andrzej First, polski kick-boxer, trener (ur. 1968)
  - Maria Korniłowicz, polska pisarka (ur. 1925)
  - Idries Shah, brytyjsko-afgański pisarz, nauczyciel sufizmu (ur. 1924)
- 1998:
  - Dan Osman, amerykański wspinacz (ur. 1963)
  - Marian Radomski, polski siatkarz, trener (ur. 1930)
- 2002:
  - Anna Lechicka-Kuśniewicz, polska publicystka, satyryk (ur. 1918)
  - Tibor Polakovič, czechosłowacki kajakarz (ur. 1935)
- 2003:
  - Andrzej Cudzich, polski kontrabasista jazzowy, kompozytor (ur. 1960)
  - Margaret Singer, amerykańska psycholog (ur. 1921)
- 2004 – Refa’el Etan, izraelski generał, polityk (ur. 1929)
- 2005:
  - Torsten Carlius, szwedzki działacz sportowy (ur. 1939)
  - Constance Cummings, amerykańska aktorka (ur. 1910)
- 2006:
  - Aleksandr Litwinienko, rosyjski podpułkownik KGB i FSB (ur. 1962)
  - Philippe Noiret, francuski aktor (ur. 1930)
  - Anita O’Day, amerykańska wokalistka jazzowa (ur. 1919)
  - Willie Pep, amerykański bokser (ur. 1922)
  - Zbigniew Ryziewicz, polski trener piłkarski (ur. 1921)
- 2007:
  - Maximiliano Garafulic, chilijski koszykarz pochodzenia chorwackiego (ur. 1938)
  - Władimir Kriuczkow, rosyjski generał, polityk, szef KGB (ur. 1924)
- 2008:
  - Halina Borzyszkowska, polska pedagog (ur. 1929)
  - Anthony Patrick Fairall, południowoafrykański astronom (ur. 1943)
- 2009 – Krzysztof Michałek, polski amerykanista (ur. 1955)
- 2010:
  - Stanisław Gawlik, polski pedagog (ur. 1928)
  - Andrzej Huza, polski kapitan żeglugi wielkiej (ur. 1925)
  - Pawieł Ledniow, rosyjski pięcioboista nowoczesny (ur. 1943)
  - Ingrid Pitt, brytyjska aktorka (ur. 1937)
- 2011:
  - Montserrat Figueras, hiszpańska piosenkarka (ur. 1942)
  - Jim Rathmann, amerykański kierowca wyścigowy (ur. 1928)
- 2012:
  - Larry Hagman, amerykański aktor (ur. 1931)
  - Tadeusz Kwapień, polski biegacz narciarski, lekkoatleta, długodystansowiec (ur. 1923)
  - Alfonso Montemayor, meksykański piłkarz (ur. 1922)
  - Nelson Prudêncio, brazylijski lekkoatleta, trójskoczek (ur. 1944)
- 2013:
  - Helena Gąsienica Daniel-Lewandowska, polska biegaczka narciarska (ur. 1934)
  - William McCormack, amerykański duchowny katolicki, biskup pomocniczy Nowego Jorku (ur. 1924)
- 2014:
  - Marion Barry, amerykański polityk (ur. 1936)
  - Dorothy Cheney, amerykańska tenisistka (ur. 1916)
  - Joseph F. Maguire, amerykański duchowny katolicki, biskup Springfield w Massachusetts (ur. 1919)
- 2015 – Douglass North, amerykański ekonomista, historyk, laureat Nagrody Banku Szwecji im. Alfreda Nobla w dziedzinie ekonomii (ur. 1920)
- 2016:
  - Peggy Kirk Bell, amerykańska golfistka (ur. 1921)
  - Piotr Poźniak, polski muzykolog (ur. 1939)
  - Bohdan Rymaszewski, polski architekt, historyk (ur. 1935)
  - Andrew Sachs, brytyjski aktor (ur. 1930)
- 2017:
  - Tullio Baraglia, włoski wioślarz (ur. 1934)
  - Anthony Harvey, amerykański reżyser i montażysta filmowy (ur. 1930)
  - Agnieszka Paszkowska, polska aktorka (ur. 1960)
  - Osborne Riviere, dominicki polityk, premier Dominiki, minister spraw zagranicznych (ur. 1932)
  - Ligia Urniaż-Grabowska, polska lekarka, działaczka opozycji antykomunistycznej, polityk, senator RP (ur. 1937)
- 2018:
  - Zbigniew Landau, polski historyk, ekonomista (ur. 1931)
  - Eufrozyna Piątek, polska geolog, historyk techniki, regionalistka (ur. 1935)
  - Nicolas Roeg, brytyjski reżyser i operator filmowy (ur. 1928)
- 2019:
  - Asunción Balaguer, hiszpańska aktorka (ur. 1925)
  - Francesc de Paula Gambús i Millet, hiszpański polityk, eurodeputowany (ur. 1974)
  - Romuald Koperski, polski pianista, podróżnik, pisarz (ur. 1955)
  - Patrice Tirolien, francuski nauczyciel, polityk, eurodeputowany (ur. 1946)
- 2020:
  - Marco Ferrari, włoski duchowny katolicki, biskup pomocniczy Mediolanu (ur. 1932)
  - Edward Lazear, amerykański ekonomista (ur. 1948)
  - Anele Ngcongca, południowoafrykański piłkarz (ur. 1987)
  - Józef Rysula, polski biegacz narciarski (ur. 1939)
- 2021:
  - Chun Doo-hwan, południowokoreański generał, polityk, prezydent Korei Południowej (ur. 1931)
  - Konrad Jarodzki, polski architekt, malarz, rysownik (ur. 1927)
  - Jan Kawulok, polski kombinator norweski, skoczek narciarski (ur. 1946)
  - Jan Leończuk, polski poeta, eseista, tłumacz (ur. 1950)
  - Witold Odrobina, polski dziennikarz radiowy i telewizyjny (ur. 1971)
- 2022:
  - Paula D’Hondt, belgijska polityk, minister robót publicznych (ur. 1926)
  - Stanisław Gajda, polski językoznawca, wykładowca akademicki (ur. 1945)
  - Aleksander Hałat, polski rzeźbiarz (ur. 1936)
  - David Johnson, angielski piłkarz (ur. 1951)
  - Zbigniew Padlikowski, polski piłkarz (ur. 1957)
  - Enrique Rodríguez, hiszpański bokser (ur. 1951)
- 2023:
  - Rona Hartner, rumuńska aktorka, kompozytorka (ur. 1973)
  - Mieczysław Kaczmarczyk, polski kapitan, żołnierz AK i NSZ (ur. 1927)
  - Joanna Kośmider, polska chemik (ur. 1938)
  - Rubens Minelli, brazylijski piłkarz, trener (ur. 1928)
- 2024:
  - Tadeusz Buraczewski, polski inżynier, energetyk, satyryk, pisarz (ur. 1949)
  - Fred R. Harris, amerykański pisarz, prawnik, polityk, senator (ur. 1930)
  - Jean Jourden, francuski kolarz szosowy (ur. 1942)
  - Jupi Podlaszewski, polski twórca pantomimy, aktor, reżyser teatralny (ur. 1950)